# پست بانک روسیه
پست بانک روسیه (انگلیسی: Post Bank) شرکت خدمات مالی و بانکداری روسی است، که در سال ۲۰۱۶ توسط وی‌تی‌بی بانک و پست روسیه تأسیس شد.